# Örgryte landsfiskalsdistrikt
Örgryte landsfiskalsdistrikt var 1918–1921 ett landsfiskalsdistrikt i Göteborgs och Bohus län, bildat när Sveriges indelning i landsfiskalsdistrikt trädde i kraft den 1 januari 1918, enligt beslut den 7 september 1917. Distriktet upphörde den 1 januari 1922 då dess enda ingående område, Örgryte landskommun, inkorporerades i Göteborgs stad enligt beslut den 19 augusti 1921.
Landsfiskalsdistriktet låg under länsstyrelsen i Göteborgs och Bohus län, och landsfiskalen var 1921 baserad i Sävedal, Göteborg.

## Ingående områden
Distriktet bestod under hela dess existens av samma område:
- Örgryte landskommun i Sävedals härad

## Landsfiskaler
- 1918–1921: Vakant. Tjänsteförrättad (tjf): Carl Ragnar Ossian Rhodin, född 1861. Rhodin var ordinarie landsfiskal i Sörbygdens landsfiskalsdistrikt.[3]